# Pedro Vázquez Jarava
Pedro Vázquez Jarava (Villamartín, província de Cadis, 1954) és un militar espanyol que ha desenvolupat la seva carrera en la Guàrdia Civil, on va arribar a aconseguir el rang de tinent general.

## Biografia
Nascut en Villamartín l'any 1954, va ingressar en l'Acadèmia de Saragossa en 1971 i després del seu pas per l'Acadèmia Especial va obtenir l'ús de tinent en 1975.

## Trajectòria
Ha exercit diferents càrrecs, amb destinacions en la Comandància de Madrid, el Servei Aeri, l'Esquadró de Cavalleria, el Centre Superior d'Estudis de la Defensa, l'Estat Major o les Subdireccions Generals de Personal i Suport.
Ascendit al juny de 2008 a general de brigada, a continuació va ser destinat al Comandament de la Prefectura d'Assumptes Econòmics (Madrid). Quatre anys més tard, a l'abril de 2012, va ser ascendit a general de divisió, per a ascendir a tinent general de la Guàrdia Civil al desembre d'aquest mateix any. En efecte, amb data 20 de desembre va ser destinat al Comandament de la Subdirecció General de Personal.
Al setembre de 2015 el ministre Jorge Fernández Díaz li nomena Mando de la Subdirecció General de Suport (Madrid), cessant en el Mando de la Subdirecció General de Personal, que havia ocupat fins avui. En efecte, va exercir en el Mando de la Subdirecció General de Suport de la Direcció General de la Guàrdia Civil, fins a juliol de 2017, en què va ser nomenat amb efectivitat de 29 de juliol com a Cap del Comandament de Suport i Innovació pel ministre Juan Ignacio Zoido Álvarez, i va cessar del seu lloc en el Comandament de Suport i Innovació (Madrid) amb data de 15 de gener de 2018, data de la seva passada a retir.

### Cas Cuarteles
El ministre de l'Interior Fernando Grande-Marlaska, en la seva compareixença del 27 de març de 2025 a petició pròpia davant la Comissió d'Interior del Congrés, va aportar explicacions sobre el Cas Cuarteles. El ministre va assegurar que estaven sent investigades almenys cinc persones, dues d'elles oficials d'alt rang, un tinent general i un tinent coronel. Marlaska va informar que els fets investigats pel Jutjat d'Instrucció número 3 de Madrid giraven entorn de presumptes irregularitats en les adjudicacions d'obres de reparació i reformes en 13 casernes de la Guàrdia Civil, realitzades entre març de 2014 i abril de 2019. La jutgessa instructora estudia els contractes adjudicats a l'empresari canari A.R.T.J., empresari que apareix també en el cas Mediador. En efecte, el general Francisco Espinosa, actualment empresonat per la seva presumpta implicació en el cas Mediador, també està relacionat amb el cas Cuarteles. A més, les recerques dutes a terme en el cas Mediador, juntament amb les presumptes irregularitats de les obres de tretze comandàncies, ha provocat la dimissió de la directora general de la Guàrdia Civil, María Gámez.

## Distincions
- Gran Cruz de l'Orde del Mèrit de la Guàrdia Civil.[13]
- Gran Cruz del Mèrit Militar amb distintiu blanc.[14]
- Gran Cruz de la Real i Militar Orde de San Hermenegildo.[15]